# Барцаго
Барцаго, Барцаґо (італ. Barzago) — муніципалітет в Італії, у регіоні Ломбардія, провінція Лекко.
Барцаго розташоване на відстані близько 500 км на північний захід від Рима, 34 км на північ від Мілана, 13 км на південний захід від Лекко.
Населення — 2468 осіб (2014).
Щорічний фестиваль відбувається 24 серпня. Покровитель — святий Варфоломій.

## Демографія
Населення за роками:

Станом на 1 січня 2023 року в муніципалітеті офіційно проживали 152 іноземці з 27 країн, серед них 19 громадян країн Євросоюзу та 2 громадяни України.

## Сусідні муніципалітети
- Барцано
- Бульчіаго
- Кастелло-ді-Бріанца
- Кремелла
- Дольцаго
- Гарбаньяте-Монастеро
- Сіроне
- Сірторі